# Stenodema pilosipes
Stenodema pilosipes är en insektsart som beskrevs av Kelton 1961. Stenodema pilosipes ingår i släktet Stenodema och familjen ängsskinnbaggar. Inga underarter finns listade i Catalogue of Life.